# Now I Know
Now I Know är en låt framförd av Tennessee Tears i Melodifestivalen 2023. Låten som deltog i den andra deltävlingen, gick vidare till semifinalen.
Låten är skriven av Anderz Wrethov, Jonas Hermansson, Thomas Stengaard och Tilda Feuk.